# Блейк, Питер (художник)
Сэр Питер Томас Блейк (англ. Peter Thomas Blake; род. 25 июня 1932, Дартфорд, Кент) — английский живописец и художник-график.

## Жизнь и творчество
Питер Блейк первоначально учился в Техническом колледже Гроувсэнда (1946—1951), а затем в 1951—1956 — в Королевском художественном колледже (Royal College of Art) в Лондоне. В 1964—1976 годах занимался преподавательской деятельностью в Королевском художественном колледже. В конце 1950-х годов стал одним из известнейших художников — представителей направления поп-арт. Главными темами его работ были звёзды поп-искусства, цирк и цирковой быт; работал также в жанре плакатной графики. Кроме того, выпускал комиксы и эскизы почтовых открыток. Использовал техники коллажа и ассамбляжа, а также их имитации в виде живописи. Одной из известнейших работ П. Блейка является художественная имитация конверта альбома Sgt. Pepper's Lonely Hearts Club Band группы Beatles за 1967 год.
В 1975 году вступил в художественное объединение «Братство руралистов» (Brotherhood of Ruralists), по определению членов которой под руралистом понимается человек, который, будучи горожанином, переезжает в сельскую местность. Во второй половине 1970-х Блейк писал преимущественно сельские пейзажи в реалистической манере. Ныне проживает в одном из районов Лондона (Чизик).
Среди учеников и близких друзей художника — скандально известный живописец, иллюстратор и фотограф Грэм Овенден, который в 1976 году написал для первой выставки Братства руралистов портрет своего друга и наставника по Королевскому колледжу. Питер Блейк изображён со старшей дочерью Джульетт Либерти (тогда семилетней).

## Награды
Питер Блейк — командор ордена Британской империи (1983) и рыцарь-бакалавр, удостоенный этого титула (дающего право на титулование сэр) «за заслуги в искусстве» (2002).

## Личная жизнь
С 1963 по 1979 год состоял в браке с художницей Дженн Хоуорт, с 1987-го женат на Крисси Уилсон, также своей коллеге-художнице; имеет двух дочерей от первого брака и одну от второго.